# Vlagyimir Vasziljevics Kovaljonok
Vlagyimir Vasziljevics Kovaljonok (orosz betűkkel: Владимир Васильевич Ковалёнок; Beloje, 1942. március 3. –), belarusz névváltozatban Уладзімір Васільевіч Кавалёнак fehérorosz nemzetiségű szovjet űrhajós.

## Élete
A katonai repülőiskola elvégzését követően 1964-től repülőtiszt volt, a légierő szállító repülőcsapatainál szolgált. An–24-es repülőgépen repült, kezdetben másodpilótaként, később parancsnokként. 1965-ben jelöltként felmerült mint űrhajós, de nem került be az űrhajós egységbe. Két évvel később azonban beválogatták, 1967. május 7-től részesült űrhajóskiképzésben. 1976-ban végzett a moszkvai Gagarin Repülőmérnöki Akadémián. Összesen 216 napot, 9 órát és 8 percet töltött a világűrben. 1984. június 23-án köszönt el az űrhajósok családjától.

## Űrrepülések
1973-ban a Szojuz–13 tartalék személyzetének parancsnok tagja.  Az átalakított Szojuz űrhajó második, meghosszabbított próbaútja.
1975-ben a Szojuz–18 /Szaljut–4 űrrepülés mentőszemélyzet parancsnoka.
1977-ben a Szojuz–25 parancsnok. Az űrhajó nem tudott kikötni a Szaljut–6 űrállomáson. A Szojuz–26 űrrepülés mentőszemélyzet parancsnoka.
1978-ban a Szojuz–27 űrrepülés tartalék parancsnoka. Szojuz–29 parancsnokaként a Szaljut–6 űrállomáson dolgozott. Szolgálata végeztével a Szojuz–31 űrhajóval tért vissza.
1984-ben a Szojuz T–4-en  a 14. repülés a Szaljut–6  űrállomásra.
Bélyegen is megörökítették az űrrepülését.

## Kitüntetések
Kétszer kapta meg a Szovjetunió Hőse kitüntetést.